# Lagos
|  | Aquest article tracta sobre l'antiga capital de Nigèria. Vegeu-ne altres significats a «Lagos (desambiguació)». |

Lagos és la ciutat principal de Nigèria i, amb una població vora de 15 milions d'habitants, una de les més grans de l'Àfrica (la segona després del Caire, a Egipte). Fou la capital de Nigèria fins al 1991, quan es va traslladar la capitalitat a Abuja. Lagos continua sent la capital comercial de Nigèria. Està situada a 6° 34′ 60″ Nord i 3° 19′ 59″ Est.
Lagos s'aixeca sobre diverses illes que tanquen la llacuna de Lagos pel sud i també per la terra ferma adjacent. Originàriament un petit poblet conegut com a Eko, la seva posició com un dels pocs ports naturals de la costa atlàntica en va fer un emplaçament ideal per al contacte amb Europa. Des del segle xv, mariners portuguesos aixecaren a l'illa un establiment comercial que van anomenar Lagos en honor d'una ciutat del sud de Portugal. S'hi comerciava amb espècies, vori i esclaus. Els britànics van prendre la ciutat el 1807 en un intent més de posar fi al tràfic d'esclaus. Lagos s'incorporà a la colònia de Nigèria el 1900.

## Geografia
El centre comercial continua sent l'illa de Lagos, connectada a terra ferma per tres llargs ponts: els d'Eko, Carter i Third Mainland Bridge. Les illes d'Ikoyi i Victòria també estan connectades amb l'illa de Lagos. El port es troba a Apapa, ben bé davant de l'illa de Lagos. Altres barris de la ciutat, situats a la terra ferma, són Ebute-Meta, Surulere, Yaba (on hi ha la Universitat de Lagos), Mushin i Ikeja, on es troba l'Aeroport Internacional Murtala Mohammed.

## Clima
El clima de Lagos és similar al de la resta del sud de Nigèria. Hi ha dues temporades plujoses: la més forta entre abril i juliol, i l'altra, més dèbil, entre els mesos d'octubre i novembre. Entre desembre i març transcorre la temporada de seca més llarga, i la precipitació en forma de pluja del gener és de només 35 mm. Durant la temporada seca arriben vents secs i carregats de pols (vents anomenats Harmattan) des del desert del Sàhara, al nord. Segons BBC Weather, la temperatura mitjana al mes de gener és de 27 °C (79 °F) i durant el mes de juliol de 25 °C (77 °F). El mes més calorós és el març, amb unes temperatures mitjanes de 29 °C (84 °F).
| Mesos                                 | gen         | feb         | mar         | abr          | mai          | jun          | jul         | ago         | set         | oct          | nov         | des         | Anual |
| Temperatures màximes (°C) / (°F)      | 31 / 88     | 32 / 89     | 32 / 90     | 32 / 89      | 31 / 88      | 29 / 85      | 28 / 82     | 28 / 82     | 28 / 83     | 30 / 85      | 31 / 88     | 31 / 88     |       |
| Temperatures mínimes (°C) / (°F)      | 25 / 76     | 26 / 79     | 27 / 80     | 26 / 80      | 26 / 78      | 25 / 77      | 24 / 75     | 24 / 75     | 24 / 76     | 24 / 76      | 25 / 77     | 25 / 76     |       |
| Precipitacions mitjanes (cm) / (inch) | 1,25 / 0,49 | 2,14 / 0,84 | 5,38 / 2,12 | 10,96 / 4,31 | 15,49 / 6,10 | 23,15 / 9,11 | 9,77 / 3,85 | 4,24 / 1,67 | 10,2 / 4,02 | 12,72 / 5,01 | 3,22 / 1,27 | 1,17 / 0,46 |       |
| ------------------------------------- | ----------- | ----------- | ----------- | ------------ | ------------ | ------------ | ----------- | ----------- | ----------- | ------------ | ----------- | ----------- | ----- |

## Atraccions principals

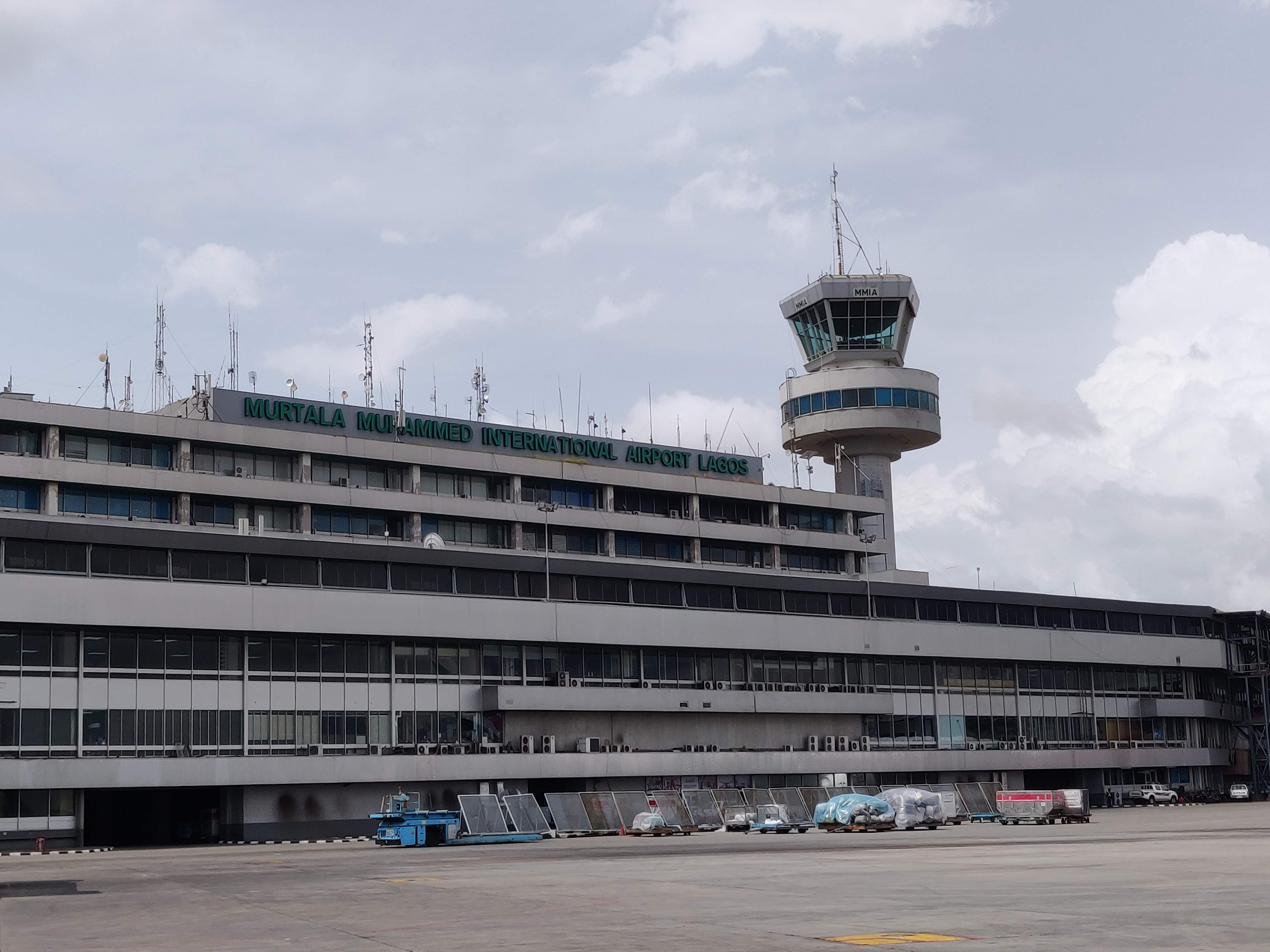
Terminal internacional de l'aeroport internacional Murtala Muhammad de Lagos

La terra ferma al voltant de la llacuna és on es troben la majoria d'àrees residencials i la famosa vida nocturna amb els seus clubs musicals, sobretot a Yaba i Surulere, igual com l'Estadi Nacional, la universitat i l'estació del ferrocarril (d'on surten els trens cap a Kano). Els punts més atractius de la ciutat són el Museu Nacional, Tafawa Square (coneguda pels seus monuments a la guerra), el gratacel anomenat Independence House (construït el 1963), diversos mercats (entre els quals destaca el de Balogun) i el barri brasiler, tot plegat a l'illa de Lagos; també el Teatre Nacional i diverses platges. La ciutat té dos aeroports: l'Aeroport Internacional Murtala Mohammed i el Lagos Domestic Airport, per a vols interiors.

## Història
Lagos originàriament es deia Eko, que significa "granja de mandioca". Fou fundada per la família reial provinent de la ciutat de Benín. El fundador fou el rei Ado, pare de Gbaro, Akinsemoyin i Erelu Kuti.
A Eko es va aixecar el palau reial. La gent que es va establir a la part sud de la vila l'anomenaven "Isale Eko", és a dir "el sud de Lagos".
Erelu Kuti va engendrar Ologun Kutere, que seria rei, i també Shokun, que es va fer una casa darrere el palau de son germà, anomenada "Onile-gbale", des de la qual va governar el seu propi clan. Amb Ologun Kutere va començar la dinastia reial.
L'explorador portuguès Rui de Sequeira va visitar la zona el 1472, anomenant Lago de Curamo l'àrea al voltant de la ciutat; de fet el nom actual vol dir "llacs" en portuguès. Una altra possible explicació pel nom seria la referència a la ciutat portuguesa de Lagos -un municipi marítim que, fa temps, va ser el centre de les expedicions portugueses a les costes africanes, i que té aquest nom que deriva del llatí Lacobriga.
Lagos va ser formalment annexionada com una colònia britànica el 1861. Això va tenir el doble efecte d'aixafar el tràfic d'esclaus i d'establir el control britànic sobre diversos productes comercials. La resta de l'actual Nigèria va ser afegida el 1887, i quan es va establir la Colònia i el Protectorat de Nigèria el 1914, es va declarar Lagos com a capital, continuant com a tal després de la independència del Regne Unit el 1960. Es coneix els exesclaus retornats -principalment provinents de Freetown, Sierra Leona, el Brasil i les Índies Occidentals- com a Criolls, així com a tots els immigrants d'arreu de Nigèria i altres nacions de l'Àfrica Occidental. Els Criolls van contribuir a la modernització de Lagos i es pot veure el coneixement de l'arquitectura portuguesa que tenien reflectit a l'arquitectura de l'Illa de Lagos.
Lagos va experimentar un ràpid creixement cap als anys 1960 i 1970 com a resultat del creixement econòmic de Nigèria abans de la Guerra Civil Nigeriana, també anomenada Guerra de Biafra.
Lagos va ser la capital de Nigèria entre 1914 i 1991. La ciutat va perdre aquesta capitalitat quan es va decidir crear la ciutat d'Abuja amb aquesta finalitat. El 14 de novembre de 1991, la presidència i els altres òrgans de govern es van desplaçar fins a la nova capital. Tot i això, moltes de les entitats de govern van restar a Lagos un temps més fins que la ciutat d'Abuja es va acabar de construir.

## Demografia

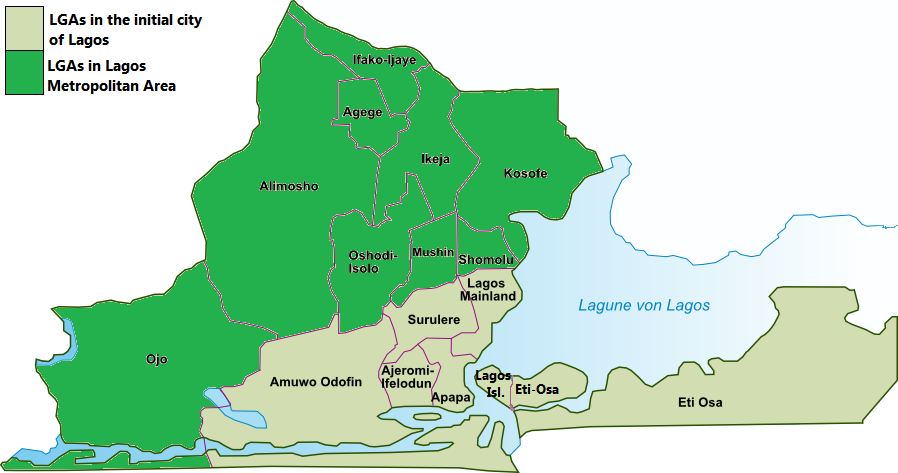
Mapa que mostra les 16 àrees d'administració local de la "Lagos Metropolitana".

L'àrea metropolitana de Lagos, l'anomenada "Lagos Metropolitana" a Nigèria, allotja 16 de les 20 Àrees de Govern Local de l'Estat de Lagos, i conté el 88% de la població de l'estat homònim. El 2006 (segons el cens d'aquell any), Lagos va tenir una població de 7.937.932 habitants a la seva àrea metropolitanta.
Lagos és, en la major part dels estudis, una de les ciutats amb un major creixement demogràfic del món. L'Estat de la Lagos experimenta actualment un augment demogràfic d'aproximadament 275.000 persones per any. El 1999 l'ONU va predir que l'àrea metropolitana de la ciutat, que tenia aproximadament 290.000 habitants el 1950, arribaria als 20 milions pels voltants del 2010 i d'aquesta forma es convertiria en una de les deu ciutats més poblades del món. Aquest projecció, això no obstant, s'ha de revisar arran dels resultats del cens del 2006.
| Àrees de Govern Local de Nigèria | Superfície (en km²) | Població (Cens 2006) | Densitat (hab/km²) |
| Agege                            | 11,2                | 459.939              | 41,071             |
| Ajeromi-Ifelodun                 | 12,3                | 684.105              | 55,474             |
| Alimosho                         | 185,2               | 1.277.714            | 6,899              |
| Amuwo-Odofin                     | 134,6               | 318.166              | 2,364              |
| Apapa                            | 26,7                | 217.362              | 8,153              |
| Eti-Osa                          | 192,3               | 287.785              | 1,496              |
| Ifako-Ijaiye                     | 26,6                | 427.878              | 16,078             |
| Ikeja                            | 46,2                | 313.196              | 6,785              |
| Illa de Lagos                    | 8,7                 | 209.437              | 24,182             |
| Kosofe                           | 81,4                | 665.393              | 8,174              |
| Lagos continental                | 19,5                | 317.720              | 16,322             |
| Mushin                           | 17.5                | 633.009              | 36,213             |
| Ojo                              | 158,2               | 598.071              | 3,781              |
| Oshodi-Isolo                     | 44,8                | 621.509              | 13,886             |
| Somolu                           | 11,6                | 402.673              | 34,862             |
| Surulere                         | 23,0                | 503.975              | 21,912             |
| Lagos Metropolitana              | 999,6               | 7.937.932            | 7,941              |

L'any 1901, a Lagos només hi vivien 37.000 persones, el 1921 ja havien arribat als 100.000 i el 1971 als 1,2 milions. El cens de l'any 2006 va mostar una població de 7,9 a la zona urbana del Gran Lagos. Tot l'estat de Lagos té una població de 9,0 milions. Com en moltes grans ciutats, a Lagos també són cada vegada més grans els suburbis i ciutats satèl·lit, lloc on es concentra el major creixement de la població. El següent requadres mostra el creixement de la població, calculada sobre la base de la zona urbana.
| Any  | Població  |
| ---- | --------- |
| 1901 | 37.000    |
| 1911 | 73.766    |
| 1921 | 99.690    |
| 1931 | 126.108   |
| 1939 | 158.500   |
| 1952 | 272.000   |
| 1963 | 665.000   |
| 1971 | 1.200.000 |
| 1982 | 1.404.000 |
| 1987 | 3.800.000 |
| 1991 | 5.195.247 |
| 2006 | 7.937.932 |
| 2008 | 9.494.085 |

## Economia
Lagos és la ciutat més pròspera de Nigèria, i gran part dels negocis i de l'activitat econòmica es concentren aquí. La majoria de les empreses de comerç, financeres i de negocis de Lagos i de Nigèria estan situades al Districte Central de Negocis a l'Illa de Lagos, fet que també es pot observar amb la presència d'alts i importants edificis. També és on es troben la majoria dels bancs del país i les instituacions financeres, i les seus centrals de grans corporacions. Lagos té un dels nivells de vida més alts en comparació amb altres ciutats de Nigèria i fins i tot de gran part de l'Àfrica
El port de Lagos és el principal port de Nigèria i un dels més importants de tot el continent africà. Està separat en tres seccions principals: el Port de Lagos, al canal principal del canal pròxim a l'Illa Lagos, no gaire utilitzat; el Port de Apapa (lloc on està situada la terminal de containers) i el Tin Can Port; ambdós últims situats al Badagry Creek que flueix cap al port de Lagos des de l'oest.
El port ha vist com la quantitat de petroli exportat ha augmentat, amb els nombres d'exportacions creixent entre el 1997 i el 2000. Els productes de l'oli i el petroli proporcionen un 20% del PIB i un 95% dels guanys de l'Intercanvi de Moneda Estrangera a Nigèria en total.

## Transport

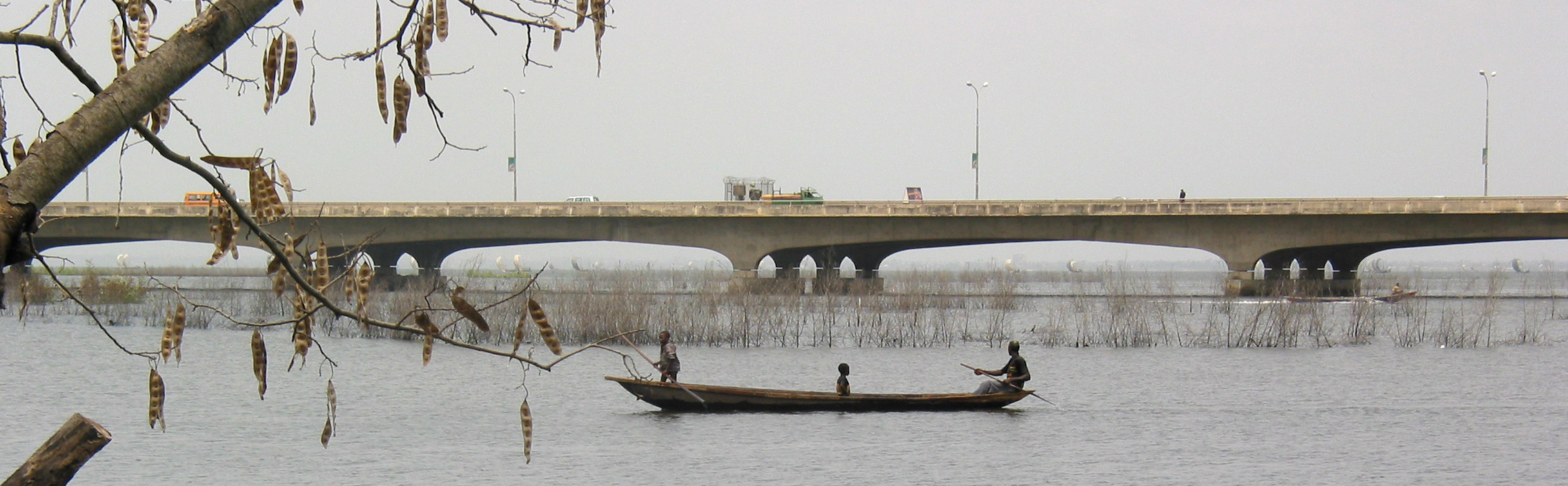
Un dels tres ponts de Lagos.

Hi ha diversos transbordadors i carreteres que uneixen les diverses parts de la ciutat. Malgrat tot, la comunicació dins de Lagos ha arribat a un punt de congestió, en part a causa de la mateixa situació geogràfica de la ciutat i el creixement accelerat de la població, i també per les vies urbanes en mal estat i els mals hàbits de conducció. La majoria de les autopistes van ser construïdes per constructors alemanys.
Com en altres ciutats africanes, els autobusos destartalats, els taxis compartits (danfos) i els mototaxis (okadas) circulen en grans quantitats pels carrers de Lagos. Encara que aquests mitjans de transport públic són utilitzats massivament per la població, els robatoris són força comuns i es recomana als turistes de no utilitzar-los.
Per a resoldre els greus problemes de trànsit, s'ha creat l'Autoritat de Transport del Lagos Metropolità.

### Aeroport
L'Aeroport Internacional Murtala Mohammed és considerat com a perillós per diverses agències de transport internacionals, incloent-hi a l'FAA estatunidenca. Durant els anys 1990, els robatoris a turistes desprevinguts dins i fora de les instal·lacions eren freqüents, i es va acusar als oficials d'immigració de ser corruptes, per cobrar impostos innexistents i per rebre suborns. Des del principi del segle xxi, s'ha pres mesures per a millorar la reputació de l'aeroport, focalitzant-se en la seguretat.
Amb 5,1 milions de passatgers el 2008, l'aeroport absorbeix més d'un cinquanta per cent del trànsit aeri de Nigèria. La majoria de vols de sortida i entrada a Nigèria es fan des de l'aeroport Murtala Mohammed.

### Ferris
La Lagos State Ferry Services Corporation cobreix diverses rutes amb ferris, com per exemple, entre l'Illa de Lagos i la part principal de la ciutat, per mitjà de moderns ferris i molls. Vaixells privats realitzen serveis no regulars de passatges entre diversos punts.

### Autopistes internacionals
La importància de Lagos com a centre comercial i portuari, i la seva estratègica localització fa que sigui el punt final (o inicial) de tres de les Autopistes Transafricanes, que utilitzen la xarxa de carreteres nacionals de Nigèria:
- L'Autorpista de la Costa Oesta Africana parteix de la ciutat per la via ràpida de Badagry cap a Benín i fins a Dakar i Nouakchott.
- La Carretera Transsahariana cap a Alger, que està pròxima a finalitzar-se, deixa la ciutat per la via ràpida entre Lagos i Ibadan.
- L'Autopista Lagos-Mombassa també parteix de la ciutat per la via ràpida de Lagos-Ibadan, però actualment està lluny de finalitzar-se com a carretera que unirà l'Africà Occidental i l'Àfrica oriental, i pràcticament només es pot utilitzar final al veí Camerun.

## Turisme
Lagos no és una destinació turística de primer ordre, i aquest fet és una de les situacions que el governador actual, Raji Babatunde Fashola, intenta canviar. El Carnaval Eyo 2009, que va tenir lloc el passat 25 d'abril de 2009, va ser un pas en la bona direcció. Actualment, Lagos és coneguda principalment per ser una ciutat orientada als negocis amb una comunitat amb ritme accelerat. La ciutat compta amb una sèrie de platges de sorra banyades per l'oceà Atlàntic, essent-ne la Bar Beach i la Lekki Beach dues de les més famoses.
La ciutat compta amb una gran varietat d'hotels, d'entre tres i cinc estrelles, i s'hi poden trobar alguns dels hotels més coneguts com per exemple, el Sheraton Hotel and Towers, el Federal Palace Hotel, el Ikoyi Hotel, el Sofitel Lagos Moorhouse Ikoyi, l'Eko Hotels And Suites i el The Palmview Manor.
Els visitants majoritàriament se senten atrets per la rica cultura nigeriana, l'entreteniment i vitalitat que la ciutat de Lagos ofereix. Les atraccions turístiques inclouen el Palau d'Oba, el Museu Nacional, el Santuari de Fela, i els "resorts" de les platges.

## Educació
El Govern de la ciutat de Lagos és qui gestiona les escoles estatals. El sistema educatiu és el sistema 6-3-3-4, que és el que s'utilitza al llarg de tot el país (com en molts altres estats de l'ECOWAS). Els nivells són: Primària, escola Secundària Junior (JSS), escola Secundària Senior (SSS), i el nivell universitari. Tots els nens i nenes tenen l'oportunitat d'accedir a l'escola, i es fa un seguiment especial en els primers nou anys.
Lagos és la seu de diverses escoles secundàries, universitats i altres institucions educatives, que són gestionades pel govern o bé per entitats privades. Alguns exemples són els següents:

### Escoles secundàries
- Atlantic Hall: és una escola privada exclusiva a la ciutat d'Epe, als afores de Lagos.
- Anthony Village Senior High School
- Ansar-Ud-deen Grammar School, Randle, Surulere.
- CMS Grammar School, Bariga, Lagos. Primera escola secundària de Nigèria i la segona de l'Àfrica de l'Oest. Fundada l'any 1859 per l'església anglicana, el primer campus va estar situat a Odunlami/Broad Street, Lagos.
- Anwar-ul-Islam Model College, Agege, Lagos, primera escola musulmana de l'Àfrica de l'Oest, 1948
- Yaba College of Technology Secondary School, Yaba, Lagos.
- Igbobi College fundada per les esglésies anglicanes i metodistes el 1932, a Yaba.
- (Eko Boy's High School), fundada el 13 de gener de 1913, a l'Illa Lagos.
- King's College, Lagos fundada el 1909 a l'Illa de Lagos, i té un annex a l'illa Victòria.
- Methodist Boys' High School, Lagos. Escola que va ser fundada el 1878 a l'illa de Lagos.
- Nigerian Institute of Medical Research, al barri de Yaba.
- Ansar-ud-deen College, Isolo
- Queen's College, Lagos va ser fundada el 1927 quan Nigèria era encara una colònia de l'Imperi Britànic. És una escola secundària femenina, propietat del govern federal, amb activitats paral·leles, situada al barri de Yaba.
- Vivian Fowler Memorial College for Girls escola fundada el 1991; és una escola de 6 anys de durada, preparatòria per a l'accés a la universitat; exclusiva de noies. Està situada a Ikeja.
- St. Gregory College, sud-oest d'Ikoyi.
- Federal Government College Lagos situada a Ijanikin - als afores de Lagos
- St. Finbarr's college Akoka Lagos
- Lagoon Secondary School,lekki
- Maryland Comprehensive Seconday School, Ikeja, Lagos
- WhiteSands School, fundada l'any 2000. És una escola secundària catòlica exclusiva per a nois. http://www.whitesands.org.ng
- Atlantic Hall School
- Redeemer's International Secondary School, Maryland Lagos
- American International School (AISL)
- Indian Language School (ILS)
- British International School
- Dowen College, Lekki axis
- Lekki British International High School, Lekki.
- GreenSprings School,
- GreenSprings School, península de Lagos, Lekki.
- Grange School, Ikeja, Lagos
- Baptist Academy, va ser establerta per les esglésies baptistes el 1875?, Obanikoro, Lagos.
- International School Lagos, Unilag, Akoka.
- Grace High School, Gbagada.
- Doregos Private Academy, Ipaja
- Lycee Louis Pasteur (escola francesa internacional), illa Victoria, Lagos
- Aunty Ayo Girls Comprehensive Secondary School, Ikoyi
- Holy Child College situada al sud-oest d'Ikoyi.
- Community High School, Ikoyi (a Ilado, Maroko)
- MayDay College, Iponri
- The Dew Schools, Yaba
- Airforce Secondary School, Ikeja - (situada a la base de les Forces Aerees de Nigèria a Ikeja)
- Krystal-Bal Comprehensive College,Ikeja, Lagos
- Legacy High School, Shasha Road, Akowonjo, Lagos
- Cayley College Agidingbi C.B.D Ikeja
- Mainland High School, Yaba, Lagos.
- Jextoban secondary school, Ketu, Lagos
- Jibril Martin Memorial Grammar School, Iponri
- Government College Lagos, Surulere
- Eric Moore High School, Surulere
- Kuje Secondary School, Agboju Amuwo
- Agboju Amuwo Secondary, Agboju Amuwo
- Starlight Model College, Sari - Iganmu
- New State High, - Mushin, Lagos
- Akintan Grammar School, Surulere
- Ransome Kuti Memorial Grammar School, Moshalasi-Mushin
- Oluade Secondary School - Isolo, Lagos
- St Joseph Boys' Secondary School, Surulere, Lagos
- Ilupeju Grammar School, Oshodi, Lagos
- Estate Grammar School, Oshodi, Lagos
- Ilupeju Secondary School, Oshodi, Lagos
- Ilupeju College, Obanikoro
- Solar Int'l School, Mushin

### Politècniques
- Yaba College of Technology: fundada el 1934, és primer centre d'educació superior que es va crear a Nigèria, essent la tercera institució d'aquest tipus que es fundava a l'Àfrica. L'escola és un centre de cultura i aprenentatge. Actualment hi ha més de 16.000 estudiants.
- Lagos State Polytechnic és una instituació politècnica que compren més de 6 escoles, incloent una politècnica privada que va ser fundada fa 25 anys. El campus principal es troba a Ikorodu, al llarg de la carretera Ijebuode.
- Lagos City Polytechnic
- Grace Polytechnic, www.gracepoly.net
- Wolex Polytechnic

### Universitats
- The Pan-African University
- The University of Lagos (UNILAG) és una important institució, fundadad el 1962, amb aproximadament uns 35.000 estudiants. Comprèn 13 facultats i té uns 4.000 treballadors.[15]
- Lagos State University (LASU)
- National Open University
- Lagos State College of Health Technology(LASCOHET)
- Lagos University Teaching Hospital (LUTH), Idi-Araba-Mushin, Lagos.

## Persones il·lustres

### Artistes
- Chet Anekwe, director de cinema
- Andrew Dosunmu, director de cinema i fotògraf.
- Akin Euba (1935 -), compositor yoruba.
- Fela Sowande (1905 - 1987), músic i compositor.
- Keziah Jones (1968 -), guitarrista i compositor.
- Rebop Kwaku Baah (1944 - 1983), percussionista.
- Jane Wall (1977 -), actriu (actualment viu al Regne Unit).

### Esportistes
- Nojim Maiyegun (1944 -), boxejador guanyador de la medalla de bronze a la categoria de 67–71 kg als Jocs Olímpics de Tòquio de 1964.
- Yemi Odubade (1984 -), jugador de futbol de l'Oxford United F.C..
- Stephen Sunday (1988 -), jugador de futbol del València.
- Richard Eromoigbe (1984 -), jugador de futbol del PFC Levski Sofia.
- Ekundayo Jayeoba (1980 -), jugador de futbol del PFC Levski Sofia.
- Seyi George Olofinjana (1980 -), jugador de futbol del Wolverhampton Wanderers Football Club.
- Obafemi Martins (1984 -), jugador de futbol del Newcastle United.
- Danny Shittu (1980 -), jugador de futbol del Watford FC.
- Stephen Makinwa (1983 -), jugador de futbol del Lazio.
- Ikechukwu Uche (1984 -), jugador de futbol del Recreativo de Huelva.
- Peter Ijeh (1977 -), jugador de futbol del Viking FK.
- Sani Kaita (1986 -), jugador de futbol del Sparta Rotterdam.
- Dele Adeleye (1988 -), jugador de futbol del Sparta Rotterdam.
- Victor Anichebe (1988 -), jugador de futbol de l'Everton Football Club.
- Michael Olowokandi (1975 -), ex jugador de bàsquet de l'NBA de Boston Celtics.
- Hakeem Olajuwon (1963 -), ex jugador de bàsquet de l'NBA de Houston Rockets.
- Ayoola Erinle (1980 -), jugador de rugbi dels London Wasps.
- Israel Idonije (1980 -), jugador de futbol americà a National Football League.

### Polítics
- Ernest Shonekan (1936 -), President Interí de Nigèria, 1993.

### Altres
- Bisi Silva
- Ndidi Dike
- Tony Allen
- Bola Abimbola
- Olatunji Jabitta
- Adebiyi Aderinto Junior
- Baba Clement Ikande-Agba JNR
- Leye "X-Static" Taiwo
- Henry. A. Nwanze

## Ciutats agermanades
Lagos està agermanada amb les següents ciutats:
- Atlanta, Estats Units[16]
- Brussel·les, Bèlgica
- Bucarest, Romania
- Cotonou, Benín
- Daegu, Corea del Sud
- Fukuoka, Japó
- Montego Bay, Jamaica
- Newcastle, Regne Unit
- Núremberg, Alemanya
- Olímpia, Grècia
- Port of Spain, Trinitat i Tobago
- Ra'anana, Israel
- Rio de Janeiro, el Brasil
- Salcedo, República Dominicana
- Salzburg, Àustria
- Taipei, Taiwan
- Tiflis, Geòrgia
- Tolosa de Llenguadoc, França